# أمينة العلوي
أمينة العلوي (1964, فاس ) باحثة موسيقية ومؤلفة وعازفة ومغنية مغربية، متخصصة في الطرب الغرناطي، تحمل في رصيدها ما يقرب 30 سنة من العمل الفني، إلى جانب 7 جوائز من فرنسا والجزائر وجنوب أفريقيا وغيرها، كما توجت مسيرتها بأكبر جولة في اليابان، حيث قدمت 20 حفلا سجلت خلالها اسطوانة مدمجة من تسجيل وتوزيع ياباني تحت عنوان «روح غرناطة». تتميز أمينة في جولاتها في البلدان الأوروبية بتقديم ترجمة للأشعار التي تغنيها، كما تعمل على جعل الأندلسي فنا عالميا، إذ أنجزت في هذا الإطار مشروعا فنيا تأليفا وموسيقى، اشتغلت من خلاله على تيمة التآخي ما بين الأصوات والنغمات المتقاربة ما بين الأندلسي والفادو والفلامنكو.

## نشأتها
ولدت أمينة في عام 1964 وسط عائلة أرستقراطية فاسية. في سن السادسة تعرفت على الموسيقى الأندلسية في بيئة عائلتها المولعة بالموسيقى والسماع. في سن الثامنة تعلمت العزف على الصولفيج والبيانو وبدأت بالموسيقى الكلاسيكية الأوروبية على يد محمد أبو درار. الذي حثها على ضرورة دخول مجال التكوين، فالتحقت بعد وفاته بالمعهد الموسيقي في الرباط بين 1979 حتي 1981 مع أحمد عيدون ومحمد واسيني ودرست الرقص الحديث مع ماري أوديل لواكيرا والرقص الكلاسيكي مع فيرا ليكاتشوفا. دخلت أمينة إلى ليسيه ديكارت، ودرست فقه اللغة والإسبانية واللسانيات العربية في جامعة مدريد وجامعة غرناطة.
استفادت من التكوين في الرقص والتعبير الجسدي، الذي ساعدها في تحقيق التوازن بين الجسد والنغمة التي تشتغل عليها، سيما في ما يتعلق بالإيقاعات المثلثة. كما اهتمت أيضا بالشعر الذي ارتبطت به منذ سن التاسعة من خلال كتاب أهدي إليها وكان لبودلير، قرأت لكثيرين أمثال محمود درويش والبياتي وعبد الرزاق عبد الواحد، ومحمد بنيس.

## تخصصها في الموسيقى الأندلسية
كانت فترة دراستها بجامعة غرناطة بوابة حقيقية لتحديد مجال اهتمامها، خصوصا بعد زيارتها لقصر الحمراء، حيث وقفت على أشعار منقوشة على الجدران، تقول أمينة علوي: 
| أمينة العلوي | ذكرتني هذه الأشعار بأشعار سمعتها مغناة في فاس, في مرحلة الطفولة, ساعتها انتابني إحساس غريب لا يمكن أن أعبر عنه إلا بقولي, إن الفنون الحية للأندلس ولدت في المغرب, والبقايا هنا في غرناطة جامدة, لكنها تنطق رغم كل ذلك.. | أمينة العلوي |

أحست علوي بقوة الحضارة الأندلسية، ما جعلها تدخل مجال البحث في تاريخ الموسيقى الأندلسية والتراث الأندلسي، منذ 1984 إلى الآن. انطلق ولعها بالأندلسي موسيقيا وشعريا، الشيء الذي جعلها تبحث في الطبوع الأندلسية وتركيبة النوبة وتركيبة الميازين والصنايع الأندلسية. سنة 86 أتيحت لها فرصة الغناء مع هنري انبيل في باريس، المتخصص في موسيقى القرون الوسطى، وكان هذا الأخير يبحث عن مطربة تملك «روحية الأندلس» فبدأت تغني تلك الأغاني مع إدخال بعض صنايع الأندلسي، كما تكونت في مجال الغناء الغرناطي والمقامات الفارسية والغناء التقليدي الفارسي، ثم انطلقت في مجال الغرناطي الذي جعلته منذ سنة 1986 طريقها للبحث والتأليف. تغني أمينة لشعراء التصوف والغزل أمثال ابن عربي وأبو الحسن الششتري، وأبو مدين الغوتي، وابن الفارض، والمعتمد بن عباد، وابن زيدون، وغيرهم.

## وصلات خارجية
- أمينة العلوي على موقع ميوزك برينز (الإنجليزية)
- أمينة العلوي على موقع أول ميوزيك (الإنجليزية)
- أمينة العلوي على موقع ديسكوغز (الإنجليزية)

- أنا قد كان لي خليلُ على يوتيوب
- لي حبيب على يوتيوب
- Hija Mia على يوتيوب
- يا أهل أندلس على يوتيوب
- يا مقربي على يوتيوب